# Варвара Лепченко

Варвара Лепченко (англ. Varvara Lepchenko, укр. Варвара Петрівна Лепченко, 21 травня 1986) — американська тенісистка за походженням українка з Узбекистану.
Лепченко почала займатися тенісом у 7 років, і стала професіональною тенісисткою у 2001 році, представляючи Узбекистан. Незабаром вона отримала політичний притулок у США і з 2007 року представляє свою нову батьківщину. Станом на вересень 2012 вона мала 11 перемог у турнірах ITF і жодної перемоги в турнірах WTA. Однак порівняно непогана й стабільна гра в 2012 році дозволила їй пробитися в чільну двадцятку світового рейтингу.

## Фінали турнірів WTA

### Одиночний розряд: 1 (поразка)
| Легенда                             |
| ----------------------------------- |
| Турніри Великого шолома (0–0)       |
| Premier Mandatory & Premier 5 (0–0) |
| Premier (0–0)                       |
| International (0–1)                 |

| Фінали за 7      |
| ---------------- |
| Тверде (0–то. 1) |
| Ґрунт (0–0)      |
| Трава (0–0)      |
| Килим (0–0)      |

| Результат | Дата | Турнір                                                 | Ранг          | Покриття | Опонент           | Рахунок            |
| --------- | ---- | ------------------------------------------------------ | ------------- | -------- | ----------------- | ------------------ |
| Поразка   | 2014 | Hansol Korea Open Tennis Championships, Південна Корея | International | Тверде   | Кароліна Плішкова | 3–6, 7–6(7–5), 2–6 |

## Фінали ITF

### Одиночний розряд: 24 (12 титулів, 12 поразок)
| Легенда                 |
| ----------------------- |
| Турніри $100,000        |
| $75,000/Турніри $80,000 |
| Турніри $50,000         |
| Турніри $25,000         |
| Турніри $10,000         |

| Результат | В–П   | Дата | Турнір                   | Tier    | Покриття | Опонент              | Рахунок            |
| --------- | ----- | ---- | ------------------------ | ------- | -------- | -------------------- | ------------------ |
| Поразка   | 0–1   | 2002 | ITF Harrisonburg, США    | 10,000  | Тверде   | Вільмаріє Кастельві  | 2–6, 0–6           |
| Поразка   | 0–2   | 2004 | ITF Houston, США         | 10,000  | Тверде   | Cory Ann Avants      | 1–6, 4–6           |
| Поразка   | 0–3   | 2004 | ITF Allentown, США       | 25,000  | Тверде   | Даяна Оспіна         | 4–6, 2–6           |
| Поразка   | 0–4   | 2005 | ITF Tunica Resorts, США  | 25,000  | Тверде   | Едіна Галловіц       | 3–6, 6–4, 3–6      |
| Перемога  | 1–4   | 2005 | ITF Jackson, США         | 25,000  | Ґрунт    | Аша Ролле            | 6–3, 6–2           |
| Поразка   | 1–5   | 2005 | ITF Dothan, США          | 75,000  | Ґрунт    | Мілагрос Секера      | 6–2, 2–6, 4–6      |
| Поразка   | 1–6   | 2005 | ITF Charlottesville, США | 50,000  | Ґрунт    | Карлі Галліксон      | 6–4, 6–4           |
| Перемога  | 2–6   | 2005 | ITF Allentown, США       | 25,000  | Тверде   | Ліндсей Лі-Вотерс    | 7–6(7–3), 6–4      |
| Поразка   | 2–7   | 2006 | ITF Dothan, США          | 75,000  | Ґрунт    | Юліана Федак         | 6–4, 4–6, 2–6      |
| Перемога  | 3–7   | 2006 | ITF Allentown, США       | 25,000  | Тверде   | Карлі Галліксон      | 6–1, 6–4           |
| Перемога  | 4–7   | 2006 | ITF College Park, США    | 75,000  | Тверде   | Каміль Пен           | 6–3, 7–5           |
| Перемога  | 5–7   | 2007 | ITF Boston, США          | 50,000  | Тверде   | Келлі Лігган         | 6–2, 5–7, 5–0 ret. |
| Поразка   | 5–8   | 2007 | ITF Ashland, США         | 50,000  | Тверде   | Мелінда Цінк         | 1–6, 6–2, 4–6      |
| Поразка   | 5–9   | 2008 | ITF Dothan, США          | 75,000  | Ґрунт    | Бетані Маттек-Сендс  | 2–6, 6–7(3–7)      |
| Перемога  | 6–9   | 2008 | ITF Ashland, США         | 50,000  | Тверде   | Карлі Галліксон      | 5–7, 6–0, 6–2      |
| Поразка   | 6–10  | 2008 | ITF Pittsburgh, США      | 50,000  | Тверде   | Мелінда Цінк         | 2–6, 6–3, 1–6      |
| Поразка   | 6–11  | 2009 | ITF Кунео, Італія        | 100.000 | Ґрунт    | Полона Герцог        | 1–6, 2–6           |
| Перемога  | 7–11  | 2009 | ITF Phoenix, США         | 50,000  | Тверде   | Саша Джонс           | 6–0, 6–0           |
| Перемога  | 8–11  | 2010 | ITF Las Vegas, США       | 50,000  | Тверде   | Сорана Кирстя        | 6–2, 6–2           |
| Перемога  | 9–11  | 2010 | ITF Grapevine, США       | 50,000  | Тверде   | Джеймі Гемптон       | 7–6(7–1), 6–4      |
| Перемога  | 10–11 | 2010 | ITF Phoenix, США         | 75,000  | Тверде   | Мелані Уден          | 6–3, 7–6(7–5)      |
| Перемога  | 11–11 | 2011 | ITF Kansas City, США     | 50,000  | Тверде   | Роміна Опранді       | 6–4, 6–1           |
| Поразка   | 11–12 | 2011 | ITF Troy, США            | 50,000  | Тверде   | Роміна Опранді       | 1–6, 2–6           |
| Перемога  | 12–12 | 2018 | ITF Macon, США           | 80,000  | Тверде   | Вероніка Сепеде Ройг | 6–4, 6–4           |

### Парний розряд: 11 (1 титул, 10 runner–ups)
| Результат | W–L  | Дата | Турнір                      | Tier   | Покриття | Партнер             | Опоненти                         | Рахунок       |
| --------- | ---- | ---- | --------------------------- | ------ | -------- | ------------------- | -------------------------------- | ------------- |
| Поразка   | 0–1  | 2003 | Dothan Classic, США         | 75,000 | Ґрунт    | Джулія Дітті        | Мілагрос Секера Крістіна Вілер   | 7–5, 1–6, 2–6 |
| Перемога  | 1–1  | 2004 | ITF Hilton Head Island, США | 10,000 | Тверде   | Cory Ann Avants     | Таннер Кокрен · Джеслін Г'юїтт   | 6–2, 3–6, 6–3 |
| Поразка   | 1–2  | 2004 | ITF Allentown, США          | 25,000 | Тверде   | Cory Ann Avants     | Анджела Гейнс · Даяна Оспіна     | 0–6, 2–6      |
| Поразка   | 1–3  | 2005 | ITF Tunica Resorts, США     | 25,000 | Ґрунт    | Едіна Галловіц      | Тетяна Пучек Анастасія Родіонова | 2–6, 4–6      |
| Поразка   | 1–4  | 2006 | Dothan Classic, США         | 75,000 | Ґрунт    | Едіна Галловіц      | Монік Адамчак Соледад Есперон    | 4–6, 6–3, 4–6 |
| Поразка   | 1–5  | 2006 | Lexington Challenger, США   | 50,000 | Тверде   | Акгуль Аманмурадова | Чжань Цзіньвей · Абігейл Спірс   | 1–6, 1–6      |
| Поразка   | 1–6  | 2006 | ITF Washington, США         | 75,000 | Тверде   | Акгуль Аманмурадова | Чжань Цзіньвей Лужанська Тетяна  | 2–6, 6–1, 0–6 |
| Поразка   | 1–7  | 2007 | Альбукерке, США             | 75,000 | Тверде   | Ліга Декмеєре       | Мелінда Цінк · Анджела Гейнс     | 5–7, 4–6      |
| Поразка   | 1–8  | 2008 | ITF Boston, США             | 50,000 | Тверде   | Юлія Федосова       | Чжань Цзіньвей Наталі Грандін    | 4–6, 3–6      |
| Поразка   | 1–9  | 2011 | Henderson Tennis Open, США  | 50,000 | Тверде   | Мелані Уден         | Алекса Ґлетч · Машона Вашінгтон  | 4–6, 2–6      |
| Поразка   | 1–10 | 2011 | ITF Troy, США               | 50,000 | Тверде   | Машона Вашінгтон    | Олена Бовіна Валерія Савіних     | 6–7(6–8), 3–6 |

## Виступи у турнірах Великого шолома

### Одиночний розряд
| Турнір                                 | 2006 | 2007 | 2008 | 2009 | 2010 | 2011 | 2012 | 2013 | 2014 | 2015 | 2016 | 2017 | 2018 | 2019 | 2020 | П–П   |
| -------------------------------------- | ---- | ---- | ---- | ---- | ---- | ---- | ---- | ---- | ---- | ---- | ---- | ---- | ---- | ---- | ---- | ----- |
| Відкритий чемпіонат Австралії з тенісу | Кв   | 1р   | Кв   | Кв   | 1р   | 1р   | 1р   | 2р   | 2р   | 3р   | 3р   | 2р   | 1р   | 1р   | Кв   | 7–11  |
| Відкритий чемпіонат Франції з тенісу   | Кв   | 1р   | Кв   | 1р   | 2р   | 2р   | 2р   | 3р   | 2р   | 1р   | 1р   | 2р   | 1р   | 1р   |      | 9–12  |
| Вімблдонський турнір                   | Кв   | 1р   | Кв   | Кв   | 2р   | 1р   | 3р   | 1р   | 2р   | 1р   | 2р   | 2р   | 1р   | Кв   | NH   | 6–10  |
| Відкритий чемпіонат США з тенісу       | 2р   | Кв   | Кв   | 1р   | Кв   | 1р   | 3р   | 1р   | 3р   | 2р   | 3р   | 1р   |      | 1р   |      | 10–10 |
| Перемоги-Поразки                       | 1–1  | 0–3  | 0–0  | 0–2  | 2–3  | 1–4  | 7–4  | 3–4  | 5–4  | 5–4  | 5–4  | 3–4  | 0–3  | 0–3  | 0–0  | 32–43 |

### Парний розряд
| Турнір                                 | 2007 | 2011 | 2012 | 2013 | 2014 | 2015 | 2016 | 2017 | 2018 | 2019 | 2020 | W–L   |
| -------------------------------------- | ---- | ---- | ---- | ---- | ---- | ---- | ---- | ---- | ---- | ---- | ---- | ----- |
| Відкритий чемпіонат Австралії з тенісу | 1р   | 1р   |      | ПФ   | 2р   | 1р   | 2р   |      | 2р   |      |      | 7–7   |
| Відкритий чемпіонат Франції з тенісу   |      | 1р   | 1р   | ЧФ   | 1р   | 2р   | 1р   | 1р   |      |      |      | 4–7   |
| Вімблдонський турнір                   |      | 1р   | 2р   | 2р   | 1р   | 1р   | 1р   | 1р   |      |      | NH   | 2–7   |
| Відкритий чемпіонат США з тенісу       |      | 1р   | 1р   | 2р   | 2р   | 1р   | 1р   | 1р   | 1р   |      |      | 2–8   |
| Перемоги-Поразки                       | 0–1  | 0–4  | 1–3  | 9–4  | 2–4  | 1–4  | 1−4  | 0−3  | 1–2  | 0–1  | 0–0  | 14–27 |

## Зовнішні посилання
- Досьє на сайті WTA [Архівовано 18 вересня 2012 у Wayback Machine.]